# Communauté rurale de Toumboura
La communauté rurale de Toumboura est une communauté rurale du Sénégal située à l'est du pays. 
Elle fait partie de l'arrondissement de Kéniéba, du département de Bakel et de la région de Tambacounda.